# Famille
Pour les articles homonymes, voir Famille (homonymie).
« Beaux-parents » redirige ici.  Pour le film de 2019, voir Beaux-parents (film).

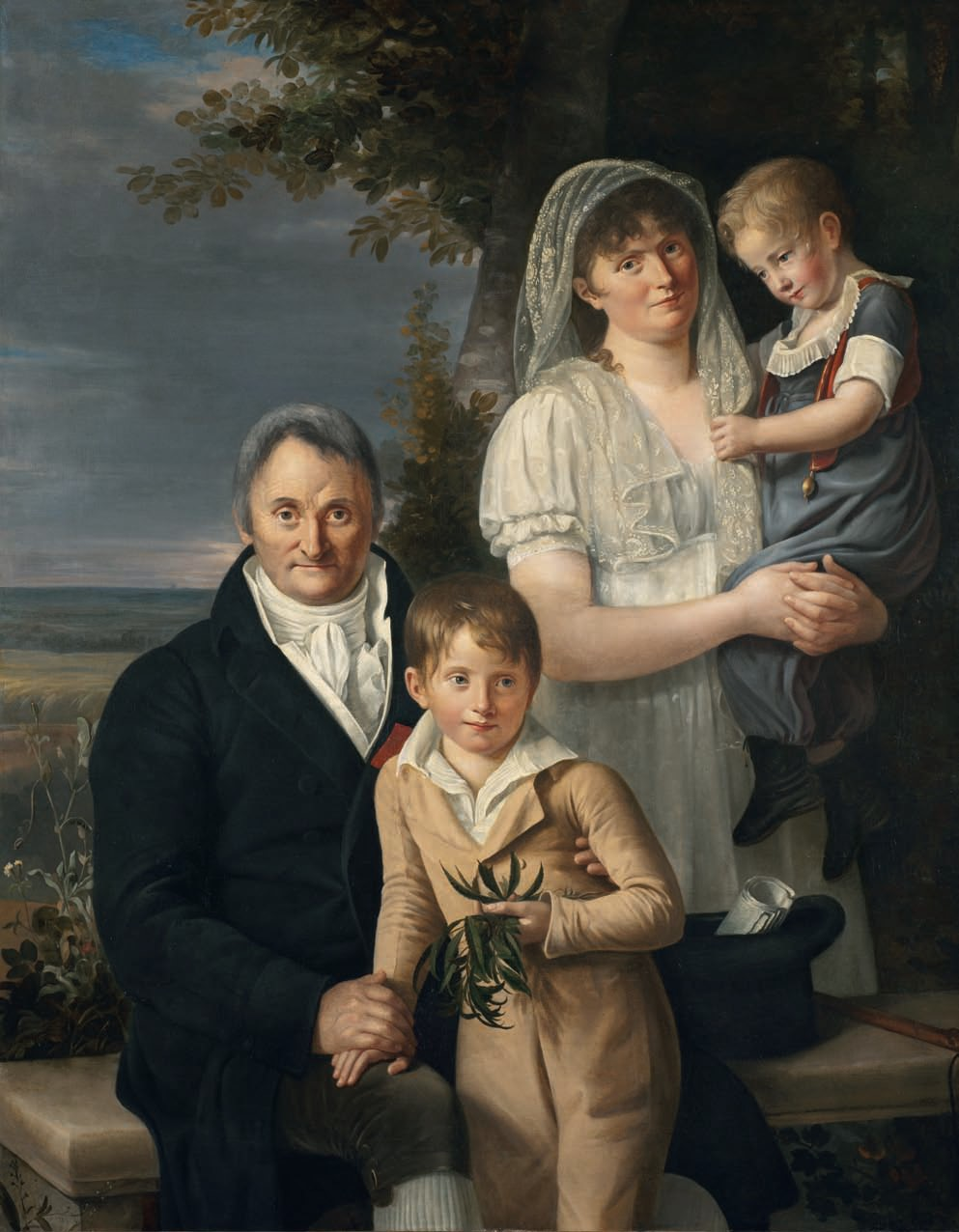
Portrait du médecin Philippe Pinel et sa famille, par Julie Forestier, 1807.

Une famille (latin : familia) est un groupement humain formé de personnes liées par consanguinité (par naissance reconnue) ou par affinité (par mariage ou autre relation) qui vivent généralement sous le même toit,,. Formés par le père et la mère, ceux-ci comprennent les fils, un groupe d'ancêtres, des descendants, des collatéraux et autres éléments d'une lignée.
La famille est la base de l’ordre social et représente un groupe social primaire qui influence et est influencée par d'autres personnes et institutions. Il est constitué de personnes, ou d'un certain nombre de groupes domestiques liés par une descendance (manifestée ou stipulée) d'un ancêtre commun, d'un mariage, d'une adoption ou d'alliance,. En ce sens, le terme se confond avec celui de clan. Au sein d’une famille, il existe toujours un certain degré de parenté. Les membres d'une famille, généralement le père, la mère et les enfants et leurs descendants, partagent généralement le même nom de famille, hérité des ancêtres directs. La famille est unie par de multiples liens capables de maintenir ses membres moralement, matériellement et réciproquement tout au long de la vie et au fil des générations. Selon l'anthropologue Claude Lévi-Strauss, la famille est avant tout une structure de relations, organisée de sorte que chacun de ses membres ait un rôle attitré par rapport aux autres. Il existe un ordre, même tacite, au sein d’une famille, généré lui-même par un système d’alliances préalables.

## Étymologie

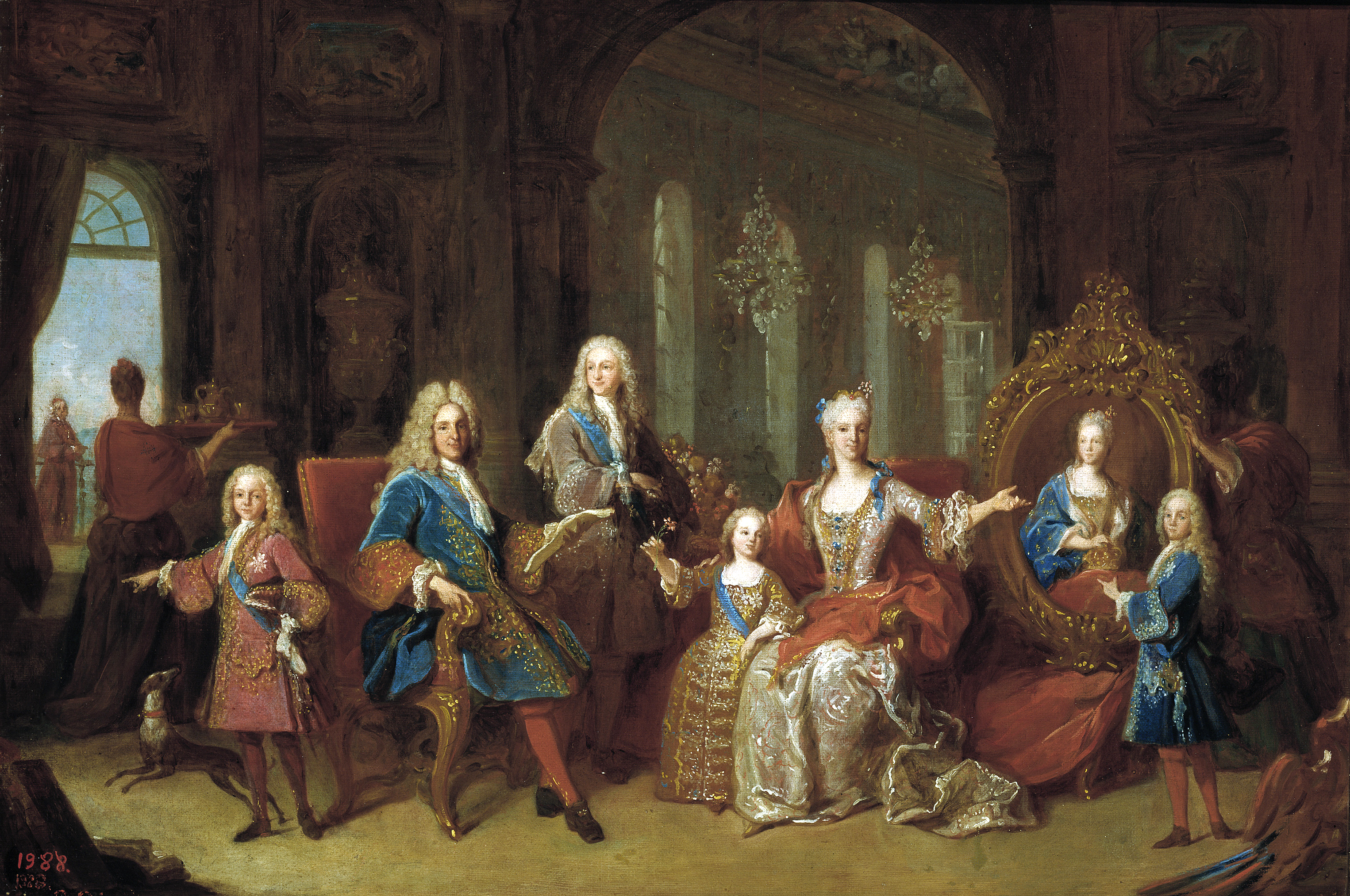
La Famille de Philippe V, 1723, par Jean Ranc.

Le terme latin famulus veut dire « esclave domestique », et la familia désigne l'ensemble des personnes esclavagisées par un même homme. Pour le juriste Gaïus, la familia désigne une part d'héritage qui se lègue par testament. Pour les Romains, la familia était donc un organisme social dirigé par le père de famille, qui se voyait reconnaître sur la femme, les enfants et un certain nombre de personnes esclavagisées un pouvoir de les faire mourir.

## Caractéristiques

### Généalogie et étendue

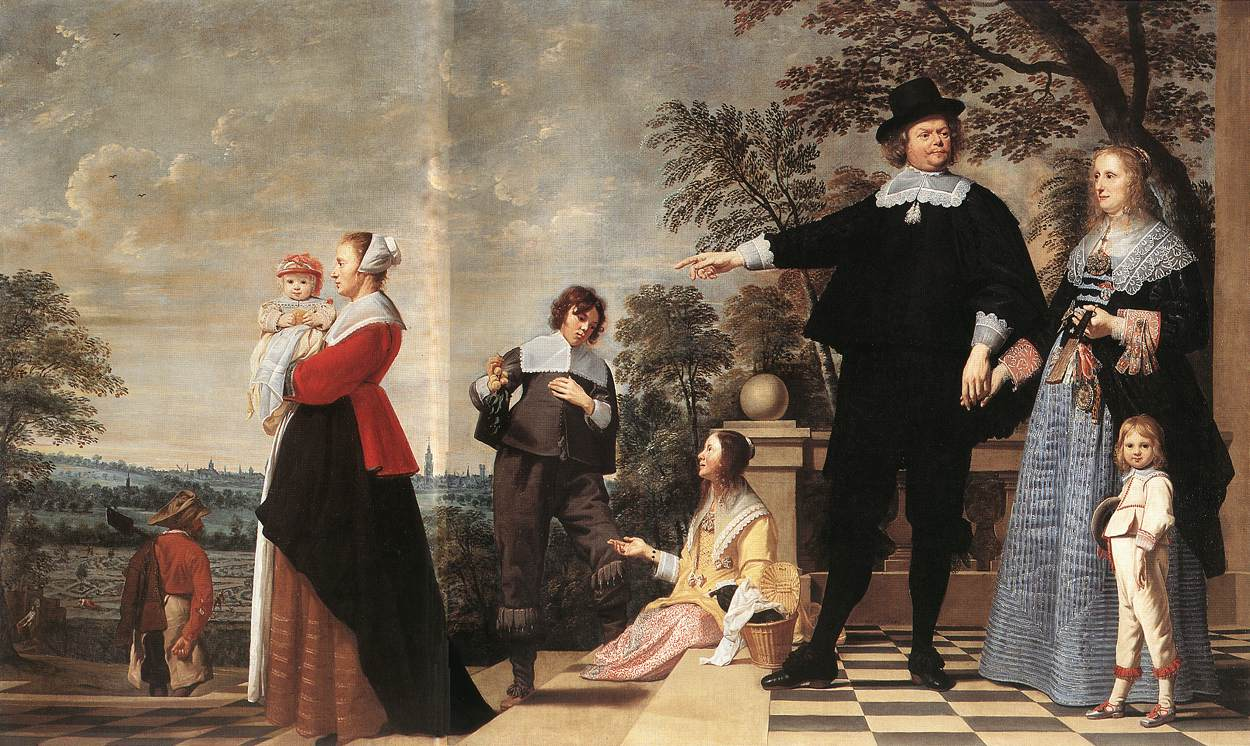
Le portrait de famille est une des formes picturales répandues d'abord dans les familles nobles puis les familles bourgeoises. Portrait d'une famille de Bruges par Jacob van Oost, 1645.

La famille est essentiellement définie par les liens de parenté (relation de parenté) constatés par la généalogie familiale. Cette notion s'applique au sens large, pour une personne donnée à un moment donné, à l'ensemble des personnes ayant un lien de parenté avec lui et son conjoint. Un enfant adopté peut évoquer sa famille adoptive (au moins ses parents adoptifs, qui l'ont élevé) et sa famille « biologique », faisant référence à la famille dans laquelle il est né (les parents biologiques étant ses géniteurs).
Pour l'administration, la famille est cellule de base que constituent au moins deux personnes parmi lesquelles un parent ou un couple, et leurs éventuels enfants vivant avec eux. Quand il n'y a qu'un parent, on parle de famille monoparentale. Quand tout ou partie des enfants proviennent d'unions antérieures, on parle de famille recomposée. Quand le nombre d'enfants est important, on parle de famille nombreuse.
Les relations de parenté résultent principalement de la filiation, de l'alliance et l'adoption, selon des règles qui diffèrent selon les sociétés et les époques. Elles tendent généralement à recommander et promouvoir des relations exogamiques entre ses membres. D'où l'interdit visant les relations sexuelles intrafamiliales (inceste) et plus généralement les alliances entre les membres d'une même famille (endogamie).

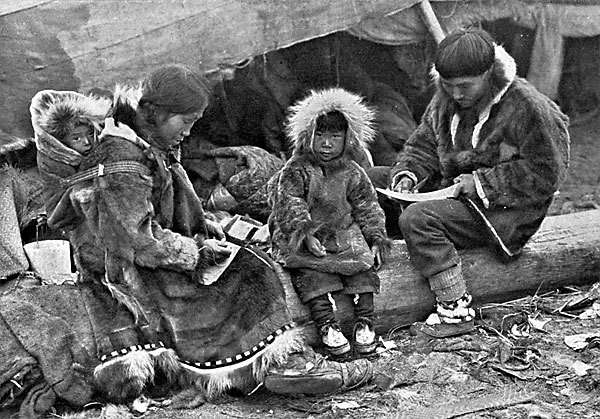
Famille inuit (1917).

L'étendue, la composition de la famille, le nombre des personnes considérées comme en faisant partie, sont déterminés par le degré de parenté permettant de savoir où commencent les droits et devoirs attachés à la notion de parenté et à l'obligation de solidarité. À titre de point de repère, des travaux combinant généalogie et modélisation montrent que le plus récent ancêtre commun à l'humanité tout entière n'aurait qu'entre 2000 et 4000 ans. Dans les sociétés traditionnelles, les familles élargies (qu'on désigne actuellement sous l'appellation de clan), comportent des dizaines, voire des centaines de ménages ayant des fonctions diversifiées. Elles possèdent un patrimoine communautaire, comportant des terres, des maisons, des métiers, qui sont attribués ou loués comme biens privatifs pour permettre aux nouveaux ménages de s'établir. Les familles claniques permettent la réaffiliation, non seulement de personnes isolées, mais aussi des familles étrangères complètes. Dans la Rome antique, mais aussi en Europe sous l'Ancien Régime, le terme de familia s'étend à l'ensemble de la maisonnée, c'est-à-dire aux domestiques, aux esclaves et même aux clients. Dans les sociétés modernes, la famille s'est progressivement restreinte à un seul degré de parenté ou d'alliance : la famille nucléaire. Pour les statisticiens français, la famille, ou ménage, est un ensemble d'au moins deux personnes — soit un couple avec ou sans enfant(s), soit un parent seul vivant avec au moins un enfant.
Le terme famille est également utilisé par analogie symbolique pour désigner des regroupements dont les liens ne sont pas fondés sur la parenté. De même, des personnes partageant des pratiques ou des idéologies communes peuvent parler de famille, alors qu'aucun lien de sang ne les lie : on parle ainsi de famille politique, de frères d'armes, etc. Il existe par exemple la famille religieuse dans les couvents et les communautés : ainsi les religieux s'appellent-ils entre eux frère, sœur, père, mère. Des entreprises ont également ce type de politique : mettre les employés dans une atmosphère et des relations telles qu'ils se sentent appartenir à la même famille que les autres employés et que leurs dirigeants. On utilise alors parfois le terme de gestion paternaliste du personnel.

### Membres

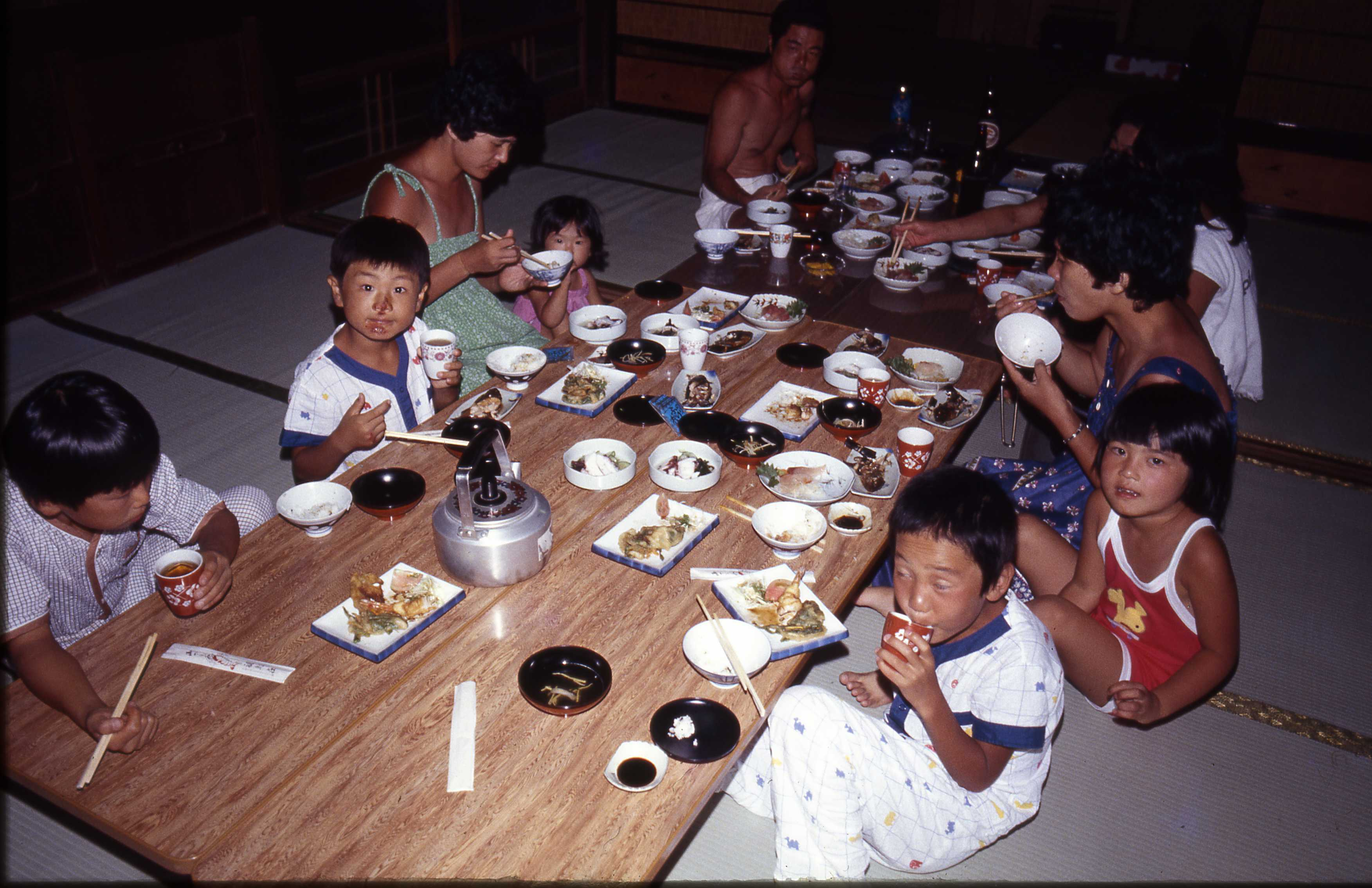
Repas de famille au Japon (1980).

Les membres de la famille ont des statuts différenciés issus de la généalogie familiale, et attribués en fonction de l'âge, du sexe, du rang dans la filiation, des talents, et de divers autres critères d'attribution de rôles sociaux ou économiques. Dans l'aire de civilisation européenne, ces statuts sont les suivants.

#### Famille nucléaire
C'est la famille réduite à un seul degré de parenté ou d'alliance :
- les parents nucléaires : père(s) ou mère(s) ;
- le couple : époux ou épouse(s) ;
- les enfants : fils ou fille.

#### Famille élargie
Plusieurs degrés de parenté :

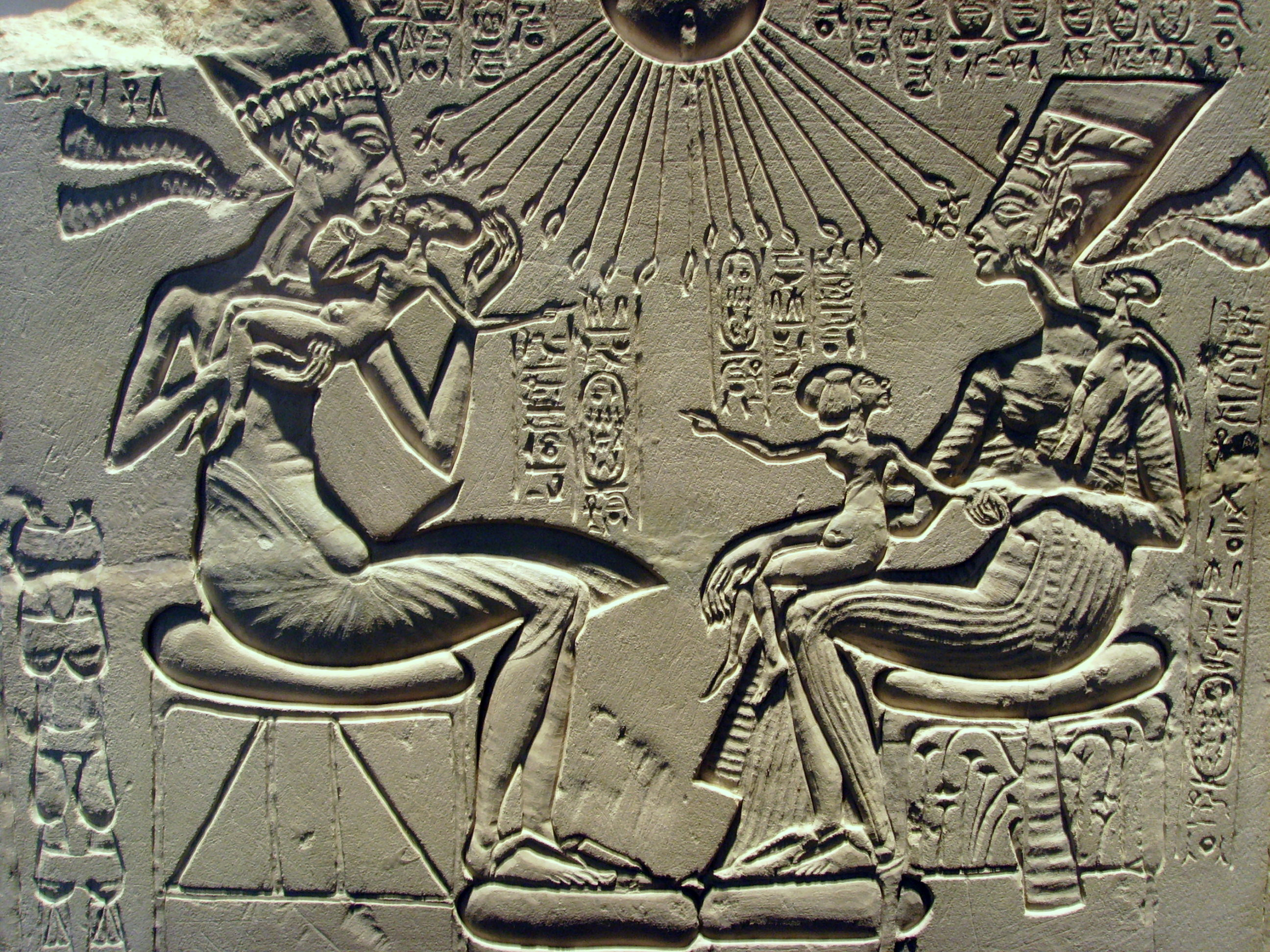
Le pharaon Akhenaton, son épouse Néfertiti et leurs trois filles. Bas-relief du palais d'Amarna, v. 1340 av. J.-C.

- les descendants : petit-fils ou petite-fille, arrière-petit-fils ou arrière-petite-fille ;
- les ascendants : grand-père(s) ou grand-mère(s) ;
- les alliés : gendre ou bru ;
- les alliés ascendants : beau(x)-père(s) ou belle(s)-mère(s)[13], oncle(s) ou tante(s), grand-oncle(s) ou grand-tante(s), grand-cousin ou grande-cousine ;
- les alliés descendants : beau-fils ou belle-fille, petit-neveu ou petite-nièce, arrière-petit-neveu ou arrière-petite-nièce, cousin germain ou cousine germaine ;
- cousin(e), petit-cousin(e), arrière-cousin(e), etc.

On peut parler aussi de :
- grand-père paternel et maternel ou grand-mère paternelle et maternelle ;
- oncle paternel et maternel ou tante paternelle et maternelle ;
- parrain, marraine et filleul (e) ;
- alliés, collatéraux, etc.

On entendra également des expressions comme :
- père(s) adoptif(s) ou mère(s) adoptive(s), parents adoptifs ;
- enfants adoptés, enfants naturels, enfants légitimes, enfants légitimés ;
- enfants illégitimes, enfants adultérins, enfants cachés ;
- enfants abandonnés ;
- enfants exhérédés ;
- frère aîné ou sœur aînée ;
- benjamin, cadet ;
- aïeul(e),
- bisaïeul(e) ;
- trisaïeul(e) ;
- cousins « à la mode de Bretagne » ;
- « marâtre » ;
- « pièces rapportées » ou « valeurs ajoutées »[14].

## Système et institution

### Système de parenté selon l'ethnologie

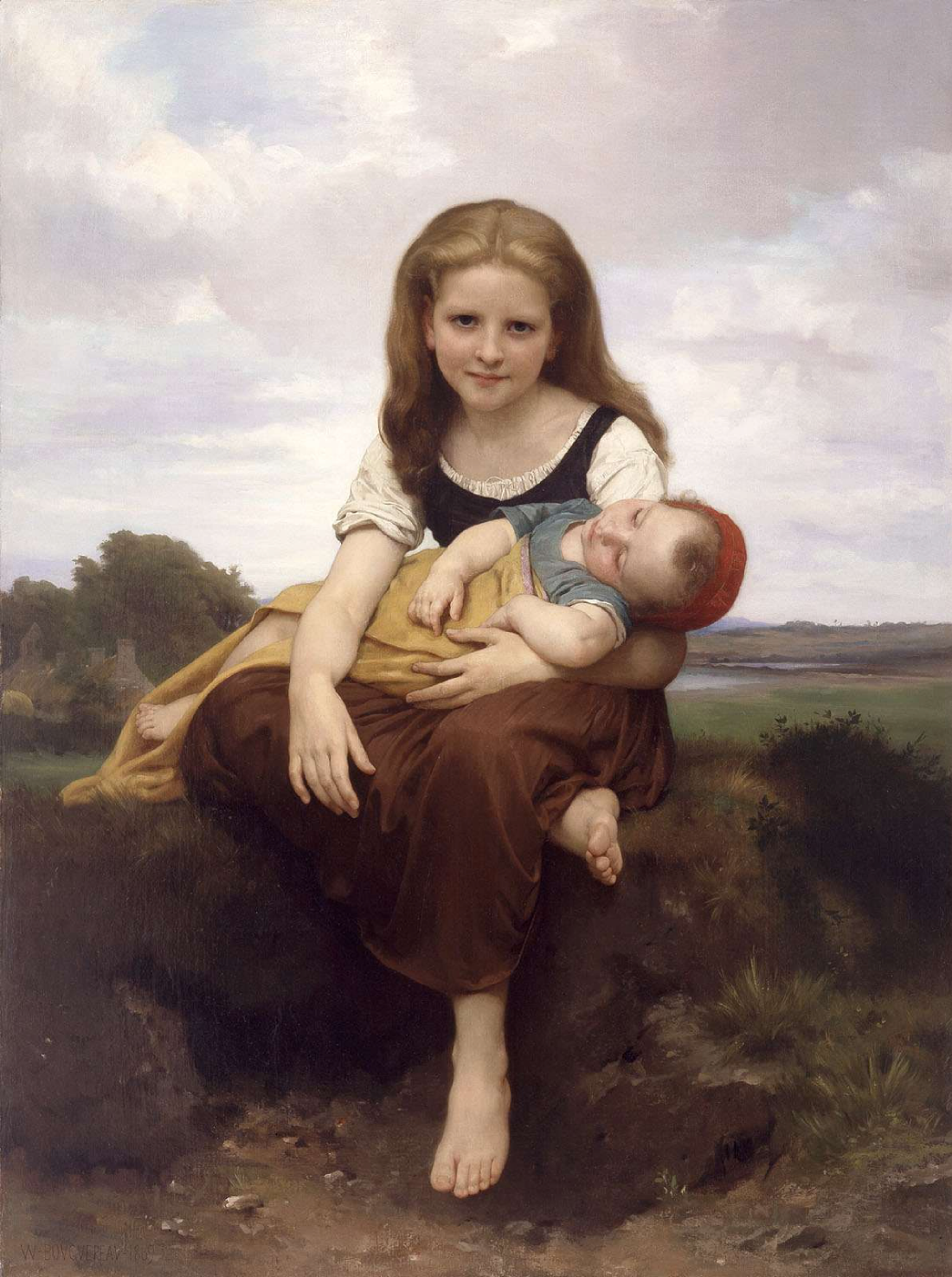
La Sœur aînée, 1869, par William Bouguereau.

L'ethnologie fait de l'étude des systèmes de parenté et des relations de parenté un objet de recherche à part entière outillé par un système de notation de la parenté. Ces travaux cherchent à comprendre les diverses règles qui président à la composition et au développement de la famille : des règles d'alliance : inceste, exogamie, endogamie, monogamie, polygamie, polyandrie, mariage homosexuel ; des règles de filiation : patrilinéarité, matrilinéarité, ambilinéarité, filiation cognatique (ou indéterminée), parallèle, croisée, ou encore clonage.

### Système de solidarité
Les membres d'une même famille portent le même nom et jouissent d'un crédit et d'un honneur qu'ils doivent entretenir et défendre en commun. La famille s'est caractérisée, jusqu'à une période très récente, par la possession d'une personnalité collective exercée par un chef de famille, dont la suppression marque la fin de son existence comme structure d'organisation juridique autonome. De nombreux chercheurs, comme Claudine Attias-Donfut, mettent en avant le rôle des grands-parents. Le sociologue Serge Guérin insiste sur le fait que le senior forme la génération pivot assurant le lien solidaire au sein de la famille entre les parents âgés et les enfants et petits-enfants.
Selon Emmanuel Todd, plusieurs systèmes familiaux peuvent être caractérisés en croisant deux critères principaux (relations entre parents et enfants, relations au sein de la fratrie) et un critère secondaire (relations endogames ou exogames) : 
1. la famille nucléaire absolue ;
2. la famille nucléaire égalitaire ;
3. la famille souche ;
4. la famille communautaire.

### Institution selon le droit positif
Pour l'Organisation des Nations unies, l'article 12 de la Déclaration universelle des droits de l'homme garantit théoriquement depuis 1945 que dans le cadre de 
« Nul ne sera l'objet d'immixtions arbitraires dans sa vie privée, sa famille, son domicile ou sa correspondance, ni d'atteintes à son honneur et à sa réputation. Toute personne a droit à la protection de la loi contre de telles immixtions ou de telles atteintes. »
— Article 12 de la Déclaration universelle des droits de l'homme
Le droit européen garantit également le droit à vivre en famille (article 8 de la Convention européenne des droits de l'homme
En droit français, les personnes mariées se doivent « secours et assistance ». Les ascendants et les descendants, par filiation ou par alliance, se doivent aussi l'aliment. Mais plus les frères et sœurs, beaux-frères et belles-sœurs.
Dans les sociétés traditionnelles, ce sont rarement les personnes, et plutôt les familles qui avaient une capacité juridique et politique complète. Dans la famille, les membres ont des statuts diversifiés selon le sexe, l'âge, de la position généalogique, etc., et qui changent selon des règles coutumières de succession.
Ainsi en France avant 1789, les votes pour élire les syndics des communautés de village ou de métier, les conseils municipaux, se font par feu, c'est-à-dire par famille restreinte représentée par son chef qui légalement le père de famille : une famille, un vote. De même, pour les actions en justice, et tous les actes juridiques importants, sauf lorsque la femme exerce une activité publique en nom propre (dame de X = seigneur de X, marchande publique, etc.), c'est le représentant légal de la famille qui en a la capacité (comme actuellement dans une entreprise dont les membres n'ont pas la capacité juridique de l'engager). En cas de veuvage, la femme qui a la charge d'enfants mineurs devient presque toujours chef de famille et acquiert la pleine capacité juridique et politique. Avant, seul l’aîné touchait l'héritage de ses parents (les biens, la ferme, etc.).

#### En France
En France, le droit de la famille a évolué au travers de la législation et de la jurisprudence, avec parmi les dates clés :
- 1215 : IVe concile du Latran, l'Église catholique régit officiellement qu'il doit y avoir :
  - le consentement mutuel des époux (et non décision du mari comme il était courant dans l'Antiquité) ;
  - des témoins (ce n'est plus un contrat privé) ;
  - un âge minimal.
- 1582 : rappel du caractère public de la cérémonie de mariage, et de la nullité des mariages clandestins.
- 1792 : autorisation du divorce.
- 1804 : le Code civil français consacre les notions de père et mère des enfants de la famille, ainsi que l'incapacité juridique de la femme mariée. La logique concernant le vote est l'expression d'une voix par foyer, l'homme représente le foyer.
- 1938 : réforme des régimes matrimoniaux : suppression de l'incapacité juridique de la femme mariée ; les femmes peuvent en théorie ouvrir seules un compte en banque.
- 1941 : les époux mariés depuis moins de trois ans ne peuvent plus divorcer.
- 1965 : une femme mariée peut exercer une activité professionnelle sans l'autorisation du mari.
- 1970 : loi relative à l'autorité parentale conjointe : le père n'est plus le chef de famille. Cette loi repose sur le principe d'égalité des sexes.
- 1975 : instauration du divorce par consentement mutuel.
- 1985 : égalité des époux dans la gestion des biens de la famille et des enfants.
- 1987 : élargissement des cas où l'autorité parentale peut être conjointe (divorce, concubinage).
- 1993 : principe de l'exercice conjoint de l'autorité parentale à l'égard de tous les enfants, quelle que soit la situation des parents.
- 2001 : un congé de paternité de onze jours est octroyé au père à la naissance d'un enfant.
- 2002 : l'enfant est au placé au cœur de la coparentalité, le lien avec ses parents et avec ses proches est réaffirmé, il est consulté pour les décisions le concernant. l'exercice de l'autorité parentale est simplifié et redéfini[18].
- 2005 : un nouveau-né est en droit de recevoir le nom de famille du père, ou de la mère, ou des deux accolés[19].
- 2013 : ouverture du mariage aux couples de même sexe.

## Regards

### Vision sociologique
La famille est valorisée dans les sociétés traditionnelles car représentant l'unité de base de la société, mais aussi le principal lieu d'éducation et de solidarité. De nombreux sociologues ont mis en avant la multiplicité des formes de familles qui est une des caractéristiques essentielles de la société. Comme souligné dans un article s’intéressant à la migration matrimoniale de Maurice, les modèles familiaux évoluent et se modifient à la suite des situations de migration. Des auteurs comme Odile Roy évoquent la notion de pluralisme familial. Pour le chercheur Serge Guérin, avec le vieillissement de la population, une autre figure émerge avec l'aidant familial.
La famille, avec son mode de transmission parent-enfant, est considéré comme le lieu par excellence de la transmission des patrimoines (financier, culturel, social) et donc de la reproduction des groupes sociaux et culturels. Certains socialistes et anarchistes (tel Karl Marx dans le Manifeste du Parti communiste) ont réclamé l'abolition de la famille au profit d'une éducation collective des enfants nés dans la communauté. Certaines expériences ont été tentées dans des communautés relevant du socialisme utopique, mais généralement sans succès.
La famille est également un cadre d'évolution et de développement des qualités des parents. La vie familiale améliorerait ainsi la capacité à gérer des équipes dans la vie professionnelle : « Le vécu familial donne aux managers des sentiments positifs qu'ils transfèrent sur leur lieu de travail et qui facilitent la performance. Il les aide à développer leur capacité à prendre en compte les autres, ce qui est crucial pour encadrer les autres, travailler en équipe ou se référer à ses supérieurs ». Sont également citées les qualités de négociation, compromis, de résolution des conflits et de mener de front plusieurs tâches.
La question de la bonne parentalité, ou de la parentalité suffisante, est au cœur des représentations contemporaines de la famille. Cette notion évolue dans le temps et diffère en fonction des sociétés. Comme l’ont montré les sociologues Pascal Gaberel, ou Gérard Neyrand, elle est cadrée par des politiques sociales établissant des indicateurs statistiques qui définissent implicitement les normes de la bonne parentalité,.

### Vision politique
L'attitude des pouvoirs politiques vis-à-vis de la famille dépend de l'idéologie politique du gouvernant :
- Les milieux bourgeois ont souvent valorisé la famille en tant que préservatrice de la notion de propriété privée. La fonction de la famille est donc, dans cette optique utilitaire ;
- Les milieux socialistes sont plus ou moins réticents face à la notion de famille ;
- Les idéologies racistes (tel le nazisme au XXe siècle) ont une attitude plus ambiguë face à la famille. Si elle est dans certains cas promue afin d'encourager la natalité, la priorité nataliste peut parfois amener à promouvoir d'autres modèles (par exemple, le programme Lebensborn des nazis).

Les politiques familiales peuvent poursuivre des objectifs de natalité, de solidarité en s'efforçant de réduire le surcoût entraîné par la présence d'enfants. Ainsi, le dispositif dit de quotient familial, la gratuité ou la modulation des tarifs des prestations ou services destinés aux enfants ou à leur mère, ou l'édition de réglementations favorables à la maternité (congé maternel, octroi de points retraite…).

### Vision religieuse

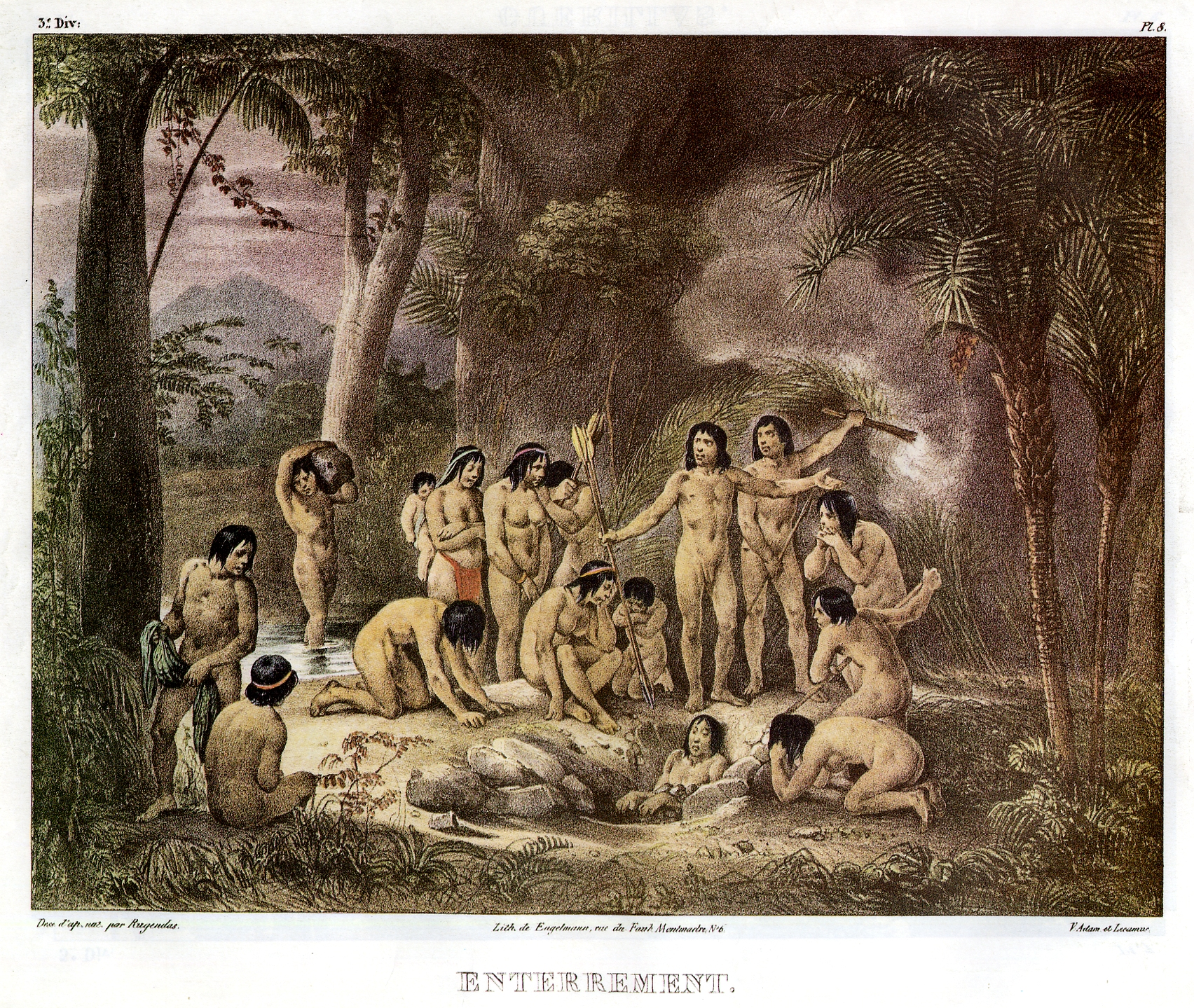
Les rites funéraires associent une dernière fois la famille et les proches autour du corps physique du défunt.

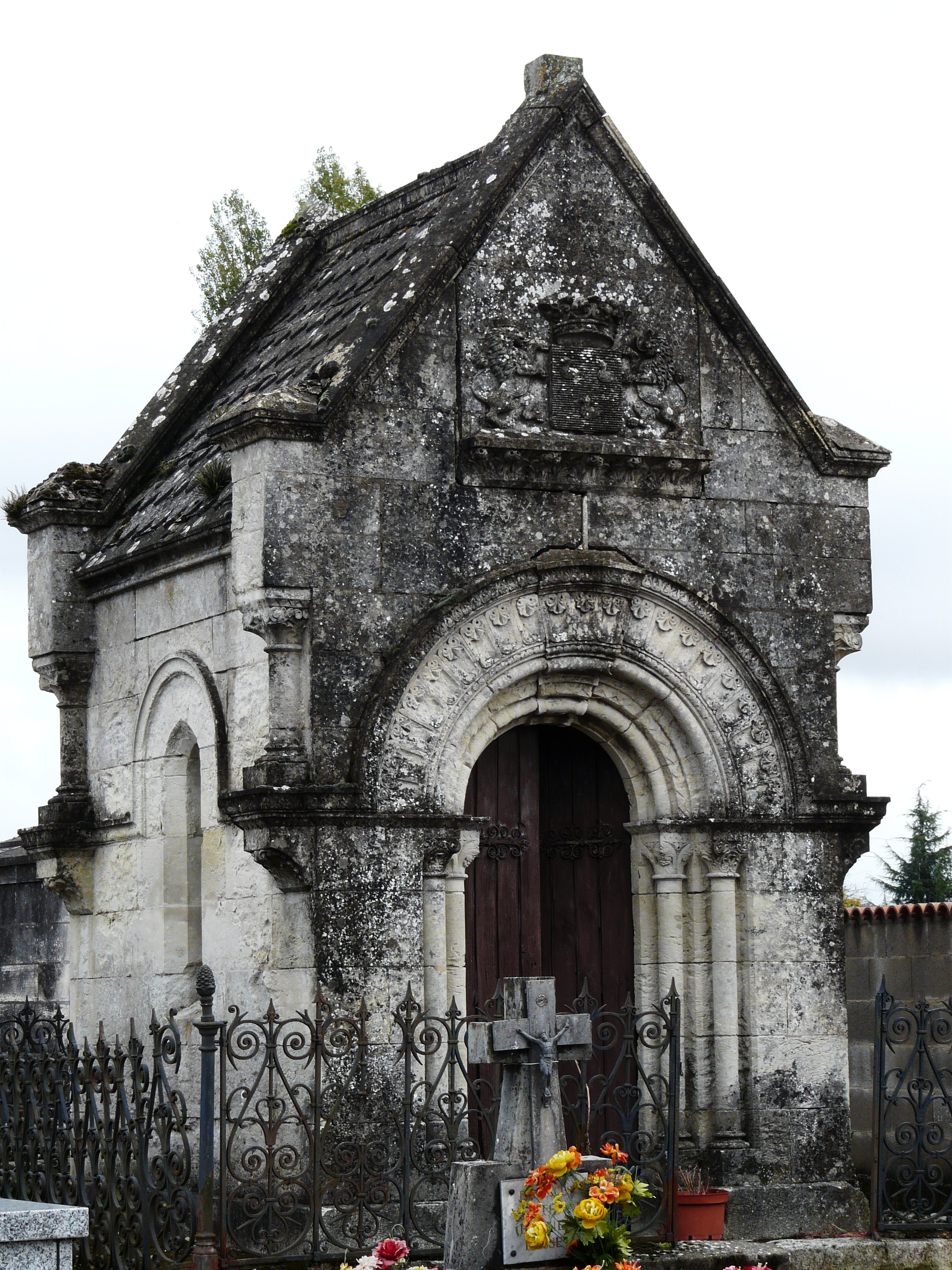
Les pierres tombales ou le caveau de famille comptent parmi les éléments qui maintiennent les liens familiaux au fil du temps.

« Honore ton père et ta mère, et aime ton prochain comme toi-même. – Matthieu 19 :19 »
La famille et le ménage sont très importants dans le christianisme, les personnes liées à Jésus ont joué un rôle très important dans la religion, dans le christianisme la famille est représentée par l'amour, l'épanouissement, l'hospitalité, la bénédiction, etc.
l'un des dix commandements est d'honorer sa famille.
La Bible nous dit que les premiers humains sur terre formaient une famille. Dès le début, Dieu a béni et encouragé les familles, ordonnant à Adam et Ève de « être féconds, de se multiplier et de remplir la terre » (Genèse 1:28).
Jésus-Christ a enseigné que le mariage est saint et essentiel au plan de Dieu : « Dès le début de la création, Dieu les a faits hommes et femmes. C'est pourquoi l'homme quittera son père et sa mère, et s'attachera à sa femme ; et les deux seront une seule chair ; il n'y a donc plus deux, mais un seul corps. Que l'homme ne sépare donc pas » (Marc 10 : 6-9).
Les paroles de Jésus et l'enseignement de Paul indiquent que les enfants adultes restent obligés d'honorer leurs parents en pourvoyant à leurs besoins matériels. Dans les évangiles, Jésus est décrit comme étant en colère contre certaines personnes qui ont évité de subvenir aux besoins matériels de leurs parents en prétendant que l'argent qu'ils auraient utilisé a été donné à Dieu (Matthieu 15:3-8, Marc 7:9-12. Dans ces passages, Jésus cite Ésaïe 29 :13) Selon l'Évangile de Jean, lorsque Jésus était sur la croix, il a pourvu à sa mère, Marie, en confiant à l'apôtre Jean la charge de prendre soin d'elle, ce que Jean a accepté.
Selon l'évangile de Matthieu, l'obligation d'honorer ses parents est liée à son obligation envers Dieu : « Celui qui aime son père ou sa mère plus que moi n'est pas digne de moi. (Matthieu 10:37 ESV) De telles limites, et la primauté du premier commandement lui-même, conduisent les chercheurs à conclure qu'honorer ses parents n'inclut pas enfreindre la loi de Dieu (c'est-à-dire commettre un péché) à la demande d'un parent,.
Joseph, un descendant direct du roi David, était le fils de Jacob après Matthieu, le fils d'Eli après Luc. Selon certains interprètes, Eli n'était pas le père de Joseph, mais de Marie. Il est à noter que Joachim et Anna ne sont pas bibliques.
Par la Sainte Famille nous entendons Jésus de Nazareth avec la mère de Marie, et de son père adoptif Joseph, en raison du modèle familial des histoires dans les évangiles de Luc et de Matthieu. La Sainte Parenté de Jésus est un peu plus complexe, l'évangile de Marc mentionne que Jésus avait des frères, ce qui veut dire qu'il a grandi dans une famille plus nombreuse. Sainte Anne, la mère de la Vierge Marie, était la grand-mère non seulement de Jésus, mais aussi de cinq des douze apôtres : Jean l'Évangéliste, Jacques de Zébédée, Jacques le Mineur, Simon et Judas. Ces apôtres, ainsi que Jean le Baptiste, étaient tous cousins de Jésus,.
L'Évangile de Luc note que, enfant, Jésus obéissait à ses parents terrestres. Pour un enfant à la maison, le commandement d'honorer ses parents est complet, excluant les actions immorales. Les enfants adultes, bien qu'ils ne soient pas obligés d'obéir de la même manière, devraient continuer à respecter les souhaits, les conseils et l'enseignement de leurs parents. « Garde le commandement de ton père, et n'abandonne pas l'enseignement de ta mère. ... Quand tu marcheras, ils te conduiront ; quand tu te coucheras, ils veilleront sur toi... » (Proverbes 6:20-22)

#### Catholicisme
Au XIXe siècle, l'avènement de la République française marque le déclin de l'influence sociétale de l'Église catholique. Tandis que les découvertes scientifiques[Lesquelles ?] remettent en cause les vues traditionnelles sur la reproduction humaine[réf. nécessaire], l'institution catholique remanie, dans une lecture néothomiste, son discours religieux sur l'ordre naturel des choses issu de la volonté divine au fil des lois découvertes par les sciences naturelles, infléchissant sa conception naturalisante des liens familiaux. À la même époque, elle combine cette définition naturalisante avec la mise en avant du culte de la Sainte Famille – instauré en 1893 – qui doit représenter les liens entre Dieu et l’Église : la cellule familiale humaine devient une véritable « cellule d’Église », cellule de base de la reproduction sociale, seul cadre légitime et naturel des rapports sexuels possiblement féconds.
Depuis, les milieux catholiques valorisent fortement la famille, considérée comme la cellule de base de la société. Ceci par souci de préservation et de transmission des valeurs fondamentales, notamment morales et religieuses, voire des traditions. Plus récemment, en France, dans le cadre de l'élaboration du projet de loi ouvrant le mariage aux couples de personnes de même sexe et des quelques discussions sur le sujet, pour justifier sa position, l'Église avance des arguments anthropologiques et juridiques, c'est-à-dire des arguments de nature beaucoup plus large que de simples arguments religieux.
L'encyclique Caritas in Veritate sur le « développement humain intégral » insiste sur ce point :

« Dans cette perspective, les États sont appelés à mettre en œuvre des politiques qui promeuvent le caractère central et l’intégrité de la famille, fondée sur le mariage entre un homme et une femme, cellule première et vitale de la société, prenant en compte ses problèmes économiques et fiscaux, dans le respect de sa nature relationnelle. »

### Économie de la famille
L'économie de la famille est une branche de la théorie économique consacrée à l'étude de la famille. Elle s'est notamment développée à la suite de l'ouvrage de Gary Becker A Treatise on the Family (en) (Traité sur la famille, 1981).

#### Liens de parenté
- fratrie, frère, sœur, parent, coparente, père, mère, oncle, tante, neveu, nièce, cousin, aïeul
- ancêtre, filiation, relation de parenté, famille élargie, notation de la parenté, généalogie

#### Enfant
- droits de l'enfant, intérêt supérieur de l'enfant, convention relative aux droits de l'enfant
- pédiatrie, pédopsychiatrie, psychologie de l'enfant, psychanalyse de l'enfant
- adoption, adoption plénière, adoption homoparentale, abandon d'enfant, orphelin

#### Droit
- droit de la famille, droit de la famille en France, concubinage, mariage, régimes matrimoniaux, mariage homosexuel, partenariat enregistré, pacte civil de solidarité, divorce
- autorité parentale, chef de famille
- mort, deuil, droit des successions, droit des successions en France
- juge aux affaires familiales, obligation alimentaire en France
- droit des femmes, droit des hommes
- droit de l'avortement

#### Société
- médiation familiale, conseiller conjugal et familial, célibat, lévirat, sororat
- patriarcat, matriarcat, sociologie de la famille, systèmes familiaux, système familial
- monogamie, polygamie, polygynie, polygynandrie, polyamour, communauté, communauté d'Oneida
- sexisme, féminisme, féminisme musulman, féminisme judaïque, mouvements chrétiens féministes, violence conjugale, violence familiale
- amour, sexualité humaine, orientation sexuelle, révolution sexuelle, homosexualité, demisexualité, asexualité grise, polysexualité, hypersexualité, préférences sexuelles, comportement érotique, sexologie, rapport sexuel, procréation médicalement assistée, gestation pour autrui, contraception, avortement, interruption volontaire de grossesse
- asexualité, abstinence sexuelle, chasteté
- taux de fécondité, natalité, nuptialité, mortalité
- tribu, clan, mémoire familiale, cousinade, dynastie, liste de dynasties
- foyer, ménage, couple, décohabitation, famille recomposée, parentalité, coparentalité, monoparentalité, homoparentalité, foyer monoparental, famille monoparentale
- valeurs familiales

#### Économie
- allocations familiales (caisses d'allocations familiales)
- prestations sociales, prestations sociales en France
- économie de la famille
- actionnariat, entreprises familiales

#### International
- année internationale de l'agriculture familiale